# Großer Preis von Australien 1989
Der Große Preis von Australien 1989 (offiziell LIV Foster's Australian Grand Prix) fand am 5. November auf dem Adelaide Street Circuit in Adelaide statt und war das 16. und letzte Rennen der Formel-1-Weltmeisterschaft 1989.

## Berichte

### Hintergrund
Durch die Disqualifikation Ayrton Sennas nach dem Großen Preis von Japan war die Weltmeisterschaft bereits vor dem Finalrennen in Australien zugunsten von Alain Prost entschieden.
Pierluigi Martini übernahm wieder das Minardi-Cockpit, in dem Paolo Barilla zwei Wochen zuvor in Japan sein Grand-Prix-Debüt gegeben hatte.
Mit Prost (zweimal) und Gerhard Berger (einmal) traten zwei ehemalige Sieger zu diesem Grand Prix an.

### Training
Die beiden McLaren-Teamkollegen Senna und Prost qualifizierten sich für die erste Startreihe vor dem erneut beeindruckenden Martini. Es folgte dessen Landsmann Alessandro Nannini vor den beiden Williams-Piloten Thierry Boutsen und Riccardo Patrese.

### Rennen
Nach zwei kühlen, aber trockenen Trainingstagen regnete es am Tag des Rennens, was zu Diskussionen über eine Absage führte. Die Entscheidung fiel jedoch zugunsten des Rennens.
Nach einem Unfall mit anschließenden Rennabbruch nach zwei Runden weigerte sich Weltmeister Prost, am Neustart teilzunehmen, da er die massive Sichtbehinderung durch Gischt als zu gefährlich empfand. Diese Vermutung erwies sich als richtig, als beispielsweise der führende Senna auf den Wagen des zu überrundenden Martin Brundle auffuhr, den er nicht rechtzeitig gesehen hatte. Ein ähnlicher Unfall ereignete sich zwischen Nelson Piquet und Piercarlo Ghinzani.
Fehlerfrei fuhr Boutsen. Als das Rennen nach der Maximaldauer von zwei Stunden vorzeitig abgebrochen wurde, siegte er vor Nannini, Patrese, Satoru Nakajima, Emanuele Pirro und Martini.

## Meldeliste
| Team                            | Nr. | Fahrer                | Chassis         | Motor                    | Reifen |
| ------------------------------- | --- | --------------------- | --------------- | ------------------------ | ------ |
| Honda Marlboro McLaren          | 01  | Ayrton Senna          | McLaren MP4/5   | Honda RA109E 3.5 V10     | G      |
| Honda Marlboro McLaren          | 02  | Alain Prost           | McLaren MP4/5   | Honda RA109E 3.5 V10     | G      |
| Tyrrell Racing Organisation     | 03  | Jonathan Palmer       | Tyrrell 018     | Ford Cosworth DFR 3.5 V8 | G      |
| Tyrrell Racing Organisation     | 04  | Jean Alesi            | Tyrrell 018     | Ford Cosworth DFR 3.5 V8 | G      |
| Canon Williams Team             | 05  | Thierry Boutsen       | Williams FW13   | Renault RS1 3.5 V10      | G      |
| Canon Williams Team             | 06  | Riccardo Patrese      | Williams FW13   | Renault RS1 3.5 V10      | G      |
| Motor Racing Developments       | 07  | Martin Brundle        | Brabham BT58    | Judd EV 3.5 V8           | P      |
| Motor Racing Developments       | 08  | Stefano Modena        | Brabham BT58    | Judd EV 3.5 V8           | P      |
| Arrows Grand Prix International | 09  | Derek Warwick         | Arrows A11      | Ford Cosworth DFR 3.5 V8 | G      |
| Arrows Grand Prix International | 10  | Eddie Cheever         | Arrows A11      | Ford Cosworth DFR 3.5 V8 | G      |
| Camel Team Lotus                | 11  | Nelson Piquet         | Lotus 101       | Judd CV 3.5 V8           | G      |
| Camel Team Lotus                | 12  | Satoru Nakajima       | Lotus 101       | Judd CV 3.5 V8           | G      |
| Leyton House March Racing Team  | 15  | Maurício Gugelmin     | March CG891     | Judd CV 3.5 V8           | G      |
| Leyton House March Racing Team  | 16  | Ivan Capelli          | March CG891     | Judd CV 3.5 V8           | G      |
| Osella Squadra Corse            | 17  | Nicola Larini         | Osella FA1M     | Ford Cosworth DFR 3.5 V8 | P      |
| Osella Squadra Corse            | 18  | Piercarlo Ghinzani    | Osella FA1M     | Ford Cosworth DFR 3.5 V8 | P      |
| Benetton Formula Ltd            | 19  | Alessandro Nannini    | Benetton B189   | Ford Cosworth DFR 3.5 V8 | G      |
| Benetton Formula Ltd            | 20  | Emanuele Pirro        | Benetton B189   | Ford Cosworth DFR 3.5 V8 | G      |
| BMS Scuderia Italia             | 21  | Alex Caffi            | Dallara BMS 189 | Ford Cosworth DFR 3.5 V8 | P      |
| BMS Scuderia Italia             | 22  | Andrea de Cesaris     | Dallara BMS 189 | Ford Cosworth DFR 3.5 V8 | P      |
| Minardi Team SpA                | 23  | Pierluigi Martini     | Minardi M189    | Ford Cosworth DFR 3.5 V8 | P      |
| Minardi Team SpA                | 24  | Luis Pérez-Sala       | Minardi M189    | Ford Cosworth DFR 3.5 V8 | P      |
| Ligier Loto                     | 25  | René Arnoux           | Ligier JS33     | Ford Cosworth DFR 3.5 V8 | G      |
| Ligier Loto                     | 26  | Olivier Grouillard    | Ligier JS33     | Ford Cosworth DFR 3.5 V8 | G      |
| Scuderia Ferrari SpA SEFAC      | 27  | Nigel Mansell         | Ferrari 640     | Ferrari 035/5 3.5 V12    | G      |
| Scuderia Ferrari SpA SEFAC      | 28  | Gerhard Berger        | Ferrari 640     | Ferrari 035/5 3.5 V12    | G      |
| Équipe Larrousse                | 29  | Michele Alboreto      | Lola LC89       | Lamborghini 3512 3.5 V12 | G      |
| Équipe Larrousse                | 30  | Philippe Alliot       | Lola LC89       | Lamborghini 3512 3.5 V12 | G      |
| Coloni SpA                      | 31  | Roberto Moreno        | Coloni FC189    | Ford Cosworth DFR 3.5 V8 | P      |
| Coloni SpA                      | 32  | Enrico Bertaggia      | Coloni FC189    | Ford Cosworth DFR 3.5 V8 | P      |
| EuroBrun Racing                 | 33  | Oscar Larrauri        | EuroBrun ER189  | Judd CV 3.5 V8           | P      |
| West Zakspeed Racing            | 34  | Bernd Schneider       | Zakspeed 891    | Yamaha OX88 3.5 V8       | P      |
| West Zakspeed Racing            | 35  | Aguri Suzuki          | Zakspeed 891    | Yamaha OX88 3.5 V8       | P      |
| Moneytron Onyx Formula One      | 36  | Stefan Johansson      | Onyx ORE-1      | Ford Cosworth DFR 3.5 V8 | G      |
| Moneytron Onyx Formula One      | 37  | JJ Lehto              | Onyx ORE-1      | Ford Cosworth DFR 3.5 V8 | G      |
| Rial Racing                     | 38  | Bertrand Gachot       | Rial ARC2       | Ford Cosworth DFR 3.5 V8 | G      |
| Rial Racing                     | 39  | Pierre-Henri Raphanel | Rial ARC2       | Ford Cosworth DFR 3.5 V8 | G      |
| AGS Racing                      | 40  | Gabriele Tarquini     | AGS JH24        | Ford Cosworth DFR 3.5 V8 | G      |
| AGS Racing                      | 41  | Yannick Dalmas        | AGS JH24        | Ford Cosworth DFR 3.5 V8 | G      |

## Klassifikationen

### Qualifying
| Pos. | Fahrer                | Konstrukteur     | Vorqualifikation | Vorqualifikation  | 1. Qualifikationstraining | 1. Qualifikationstraining | 2. Qualifikationstraining | 2. Qualifikationstraining | Start |
| Pos. | Fahrer                | Konstrukteur     | Zeit             | Ø-Geschwindigkeit | Zeit                      | Ø-Geschwindigkeit         | Zeit                      | Ø-Geschwindigkeit         | Start |
| ---- | --------------------- | ---------------- | ---------------- | ----------------- | ------------------------- | ------------------------- | ------------------------- | ------------------------- | ----- |
| 01   | Ayrton Senna          | McLaren-Honda    | –                | –                 | 1:17,712                  | 175,108 km/h              | 1:16,665                  | 177,500 km/h              | 01    |
| 02   | Alain Prost           | McLaren-Honda    | –                | –                 | 1:17,403                  | 175,807 km/h              | 1:17,624                  | 175,307 km/h              | 02    |
| 03   | Pierluigi Martini     | Minardi-Ford     | –                | –                 | 1:18,043                  | 174,365 km/h              | 1:17,623                  | 175,309 km/h              | 03    |
| 04   | Alessandro Nannini    | Benetton-Ford    | –                | –                 | 1:18,271                  | 173,857 km/h              | 1:17,762                  | 174,995 km/h              | 04    |
| 05   | Thierry Boutsen       | Williams-Renault | –                | –                 | 1:17,791                  | 174,930 km/h              | 1:18,586                  | 173,161 km/h              | 05    |
| 06   | Riccardo Patrese      | Williams-Renault | –                | –                 | 1:18,636                  | 173,051 km/h              | 1:17,827                  | 174,849 km/h              | 06    |
| 07   | Nigel Mansell         | Ferrari          | –                | –                 | 1:19,525                  | 171,116 km/h              | 1:18,313                  | 173,764 km/h              | 07    |
| 08   | Stefano Modena        | Brabham-Judd     | –                | –                 | 1:18,750                  | 172,800 km/h              | 1:20,076                  | 169,939 km/h              | 08    |
| 09   | Andrea de Cesaris     | Dallara-Ford     | –                | –                 | 1:18,828                  | 172,629 km/h              | 1:19,487                  | 171,198 km/h              | 09    |
| 10   | Alex Caffi            | Dallara-Ford     | –                | –                 | 1:18,857                  | 172,566 km/h              | 1:18,899                  | 172,474 km/h              | 10    |
| 11   | Nicola Larini         | Osella-Ford      | 1:18,379         | 173,618 km/h      | 1:19,305                  | 171,591 km/h              | 1:19,110                  | 172,014 km/h              | 11    |
| 12   | Martin Brundle        | Brabham-Judd     | –                | –                 | 1:19,136                  | 171,957 km/h              | 1:19,428                  | 171,325 km/h              | 12    |
| 13   | Emanuele Pirro        | Benetton-Ford    | –                | –                 | 1:19,710                  | 170,719 km/h              | 1:19,217                  | 171,781 km/h              | 13    |
| 14   | Gerhard Berger        | Ferrari          | –                | –                 | 1:19,238                  | 171,736 km/h              | 1:20,615                  | 168,802 km/h              | 14    |
| 15   | Jean Alesi            | Tyrrell-Ford     | –                | –                 | 1:19,363                  | 171,465 km/h              | 1:19,259                  | 171,690 km/h              | 15    |
| 16   | Ivan Capelli          | March-Judd       | –                | –                 | 1:19,269                  | 171,669 km/h              | 1:19,294                  | 171,614 km/h              | 16    |
| 17   | JJ Lehto              | Onyx-Ford        | 1:19,442         | 171,295 km/h      | 1:20,767                  | 168,485 km/h              | 1:19,309                  | 171,582 km/h              | 17    |
| 18   | Nelson Piquet         | Lotus-Judd       | –                | –                 | 1:19,392                  | 171,403 km/h              | 1:20,622                  | 168,788 km/h              | 18    |
| 19   | Philippe Alliot       | Lola-Lamborghini | 1:18,523         | 173,300 km/h      | 1:19,568                  | 171,024 km/h              | 1:19,579                  | 171,000 km/h              | 19    |
| 20   | Derek Warwick         | Arrows-Ford      | –                | –                 | 1:19,599                  | 170,957 km/h              | 1:19,622                  | 170,908 km/h              | 20    |
| 21   | Piercarlo Ghinzani    | Osella-Ford      | 1:19,153         | 171,920 km/h      | 1:19,691                  | 170,760 km/h              | 1:20,718                  | 168,587 km/h              | 21    |
| 22   | Eddie Cheever         | Arrows-Ford      | –                | –                 | 1:19,922                  | 170,266 km/h              | 1:21,206                  | 167,574 km/h              | 22    |
| 23   | Satoru Nakajima       | Lotus-Judd       | –                | –                 | 1:20,066                  | 169,960 km/h              | 1:20,333                  | 169,395 km/h              | 23    |
| 24   | Olivier Grouillard    | Ligier-Ford      | –                | –                 | 1:21,882                  | 166,190 km/h              | 1:20,073                  | 169,945 km/h              | 24    |
| 25   | Maurício Gugelmin     | March-Judd       | –                | –                 | 1:20,191                  | 169,695 km/h              | 1:20,260                  | 169,549 km/h              | 25    |
| 26   | René Arnoux           | Ligier-Ford      | –                | –                 | 1:20,872                  | 168,266 km/h              | 1:20,391                  | 169,273 km/h              | 26    |
| DNQ  | Jonathan Palmer       | Tyrrell-Ford     | –                | –                 | 1:20,428                  | 169,195 km/h              | 1:20,451                  | 169,146 km/h              | –     |
| DNQ  | Luis Pérez-Sala       | Minardi-Ford     | –                | –                 | 1:20,633                  | 168,765 km/h              | 1:20,866                  | 168,278 km/h              | –     |
| DNQ  | Bertrand Gachot       | Rial-Ford        | –                | –                 | 1:22,267                  | 165,413 km/h              | 1:24,913                  | 160,258 km/h              | –     |
| DNQ  | Pierre-Henri Raphanel | Rial-Ford        | –                | –                 | 1:22,305                  | 165,336 km/h              | 1:22,391                  | 165,164 km/h              | –     |
| DNPQ | Stefan Johansson      | Onyx-Ford        | 1:19,539         | 171,086 km/h      | –                         | –                         | –                         | –                         | –     |
| DNPQ | Michele Alboreto      | Lola-Lamborghini | 1:20,129         | 169,826 km/h      | –                         | –                         | –                         | –                         | –     |
| DNPQ | Bernd Schneider       | Zakspeed-Yamaha  | 1:20,179         | 169,720 km/h      | –                         | –                         | –                         | –                         | –     |
| DNPQ | Roberto Moreno        | Coloni-Ford      | 1:20,183         | 169,712 km/h      | –                         | –                         | –                         | –                         | –     |
| DNPQ | Oscar Larrauri        | EuroBrun-Judd    | 1:20,750         | 168,520 km/h      | –                         | –                         | –                         | –                         | –     |
| DNPQ | Aguri Suzuki          | Zakspeed-Yamaha  | 1:21,012         | 167,975 km/h      | –                         | –                         | –                         | –                         | –     |
| DNPQ | Yannick Dalmas        | AGS-Ford         | 1:21,022         | 167,954 km/h      | –                         | –                         | –                         | –                         | –     |
| DNPQ | Gabriele Tarquini     | AGS-Ford         | 1:21,600         | 166,765 km/h      | –                         | –                         | –                         | –                         | –     |
| DNPQ | Enrico Bertaggia      | Coloni-Ford      | 1:24,081         | 161,844 km/h      | –                         | –                         | –                         | –                         | –     |

### Rennen
| Pos. | Fahrer             | Konstrukteur     | Runden | Stopps | Zeit        | Start | Schnellste Runde |
| ---- | ------------------ | ---------------- | ------ | ------ | ----------- | ----- | ---------------- |
| 01   | Thierry Boutsen    | Williams-Renault | 70     | 0      | 2:00:17,421 | 05    | 1:40,380         |
| 02   | Alessandro Nannini | Benetton-Ford    | 70     | 0      | + 28,658    | 04    | 1:40,336         |
| 03   | Riccardo Patrese   | Williams-Renault | 70     | 0      | + 37,683    | 06    | 1:38,685         |
| 04   | Satoru Nakajima    | Lotus-Judd       | 70     | 0      | + 42,331    | 23    | 1:38,480         |
| 05   | Emanuele Pirro     | Benetton-Ford    | 68     | 0      | + 2 Runden  | 13    | 1:43,144         |
| 06   | Pierluigi Martini  | Minardi-Ford     | 67     | 0      | + 3 Runden  | 03    | 1:46,189         |
| 07   | Maurício Gugelmin  | March-Judd       | 66     | 0      | + 4 Runden  | 25    | 1:44,734         |
| 08   | Stefano Modena     | Brabham-Judd     | 64     | 0      | + 6 Runden  | 08    | 1:48,171         |
| –    | Eddie Cheever      | Arrows-Ford      | 42     | 0      | DNF         | 22    | 1:44,305         |
| –    | JJ Lehto           | Onyx-Ford        | 27     | 0      | DNF         | 17    | 1:42,509         |
| –    | Olivier Grouillard | Ligier-Ford      | 22     | 0      | DNF         | 24    | 1:46,973         |
| –    | Nelson Piquet      | Lotus-Judd       | 19     | 0      | DNF         | 18    | 1:44,277         |
| –    | Piercarlo Ghinzani | Osella-Ford      | 18     | 0      | DNF         | 21    | 1:51,975         |
| –    | Nigel Mansell      | Ferrari          | 17     | 0      | DNF         | 07    | 1:42,406         |
| –    | Ayrton Senna       | McLaren-Honda    | 13     | 0      | DNF         | 01    | 1:41,159         |
| –    | Alex Caffi         | Dallara-Ford     | 13     | 0      | DNF         | 10    | 1:47,255         |
| –    | Ivan Capelli       | March-Judd       | 13     | 0      | DNF         | 16    | 1:48,521         |
| –    | Andrea de Cesaris  | Dallara-Ford     | 12     | 0      | DNF         | 09    | 1:47,525         |
| –    | Martin Brundle     | Brabham-Judd     | 12     | 0      | DNF         | 12    | 1:48,366         |
| –    | Derek Warwick      | Arrows-Ford      | 7      | 0      | DNF         | 20    | 1:45,700         |
| –    | Philippe Alliot    | Lola-Lamborghini | 6      | 0      | DNF         | 19    | 1:49,251         |
| –    | Gerhard Berger     | Ferrari          | 6      | 0      | DNF         | 14    | 1:46,911         |
| –    | Jean Alesi         | Tyrrell-Ford     | 5      | 0      | DNF         | 15    | 1:44,900         |
| –    | René Arnoux        | Ligier-Ford      | 4      | 0      | DNF         | 26    | 1:50,375         |
| –    | Alain Prost        | McLaren-Honda    | 0      | 0      | DNF         | 02    | –                |
| –    | Nicola Larini      | Osella-Ford      | 0      | 0      | DNF         | 11    | –                |

## WM-Stände nach dem Rennen
Die ersten sechs des Rennens bekamen 9, 6, 4, 3, 2 bzw. 1 Punkt(e). Streichresultate sind in Klammern gesetzt. In der Fahrerwertung wurden die besten elf Resultate, in der Konstrukteurswertung alle Resultate gewertet.

### Fahrerwertung
| Pos. | Fahrer             | Konstrukteur                    | Punkte  |
| ---- | ------------------ | ------------------------------- | ------- |
| 01   | Alain Prost        | McLaren-Honda                   | 76 (81) |
| 02   | Ayrton Senna       | McLaren-Honda                   | 60      |
| 03   | Riccardo Patrese   | Williams-Renault                | 40      |
| 04   | Nigel Mansell      | Ferrari                         | 38      |
| 05   | Thierry Boutsen    | Williams-Renault                | 37      |
| 06   | Alessandro Nannini | Benetton-Ford                   | 32      |
| 07   | Gerhard Berger     | Ferrari                         | 21      |
| 08   | Nelson Piquet      | Lotus-Judd                      | 12      |
| 09   | Jean Alesi         | Tyrrell-Ford                    | 8       |
| 10   | Derek Warwick      | Arrows-Ford                     | 7       |
| 11   | Eddie Cheever      | Arrows-Ford                     | 6       |
| 12   | Michele Alboreto   | Tyrrell-Ford / Lola-Lamborghini | 6       |
| 13   | Stefan Johansson   | Onyx-Ford                       | 6       |
| 14   | Pierluigi Martini  | Minardi-Ford                    | 5       |
| 15   | Johnny Herbert     | Benetton-Ford / Tyrrell-Ford    | 5       |
| 16   | Andrea de Cesaris  | Dallara-Ford                    | 4       |
| 17   | Martin Brundle     | Brabham-Judd                    | 4       |
| 18   | Alex Caffi         | Dallara-Ford                    | 4       |
| 19   | Stefano Modena     | Brabham-Judd                    | 4       |
| 20   | Maurício Gugelmin  | March-Judd                      | 4       |
| 21   | Christian Danner   | Rial-Ford                       | 3       |

| Pos. | Fahrer                | Konstrukteur     | Punkte |
| ---- | --------------------- | ---------------- | ------ |
| 22   | Satoru Nakajima       | Lotus-Judd       | 3      |
| 23   | René Arnoux           | Ligier-Ford      | 2      |
| 24   | Jonathan Palmer       | Tyrrell-Ford     | 2      |
| 25   | Emanuele Pirro        | Benetton-Ford    | 2      |
| 26   | Philippe Alliot       | Lola-Lamborghini | 1      |
| 27   | Gabriele Tarquini     | AGS-Ford         | 1      |
| 28   | Luis Pérez-Sala       | Minardi-Ford     | 1      |
| 29   | Olivier Grouillard    | Ligier-Ford      | 1      |
| 30   | Ivan Capelli          | March-Judd       | 0      |
| 31   | Éric Bernard          | Lola-Lamborghini | 0      |
| 32   | Bertrand Gachot       | Onyx-Ford        | 0      |
| 33   | Nicola Larini         | Osella-Ford      | 0      |
| 34   | Martin Donnelly       | Arrows-Ford      | 0      |
| –    | Roberto Moreno        | Coloni-Ford      | 0      |
| –    | JJ Lehto              | Onyx-Ford        | 0      |
| –    | Piercarlo Ghinzani    | Osella-Ford      | 0      |
| –    | Bernd Schneider       | Zakspeed-Yamaha  | 0      |
| –    | Pierre-Henri Raphanel | Coloni-Ford      | 0      |
| –    | Yannick Dalmas        | Lola-Lamborghini | 0      |
| –    | Paolo Barilla         | Minardi-Ford     | 0      |

### Konstrukteurswertung
| Pos. | Konstrukteur     | Punkte |
| ---- | ---------------- | ------ |
| 01   | McLaren-Honda    | 141    |
| 02   | Williams-Renault | 77     |
| 03   | Ferrari          | 59     |
| 04   | Benetton-Ford    | 38     |
| 05   | Tyrrell-Ford     | 16     |
| 06   | Lotus-Judd       | 15     |
| 07   | Arrows-Ford      | 13     |
| 08   | Brabham-Judd     | 8      |
| 09   | Dallara-Ford     | 8      |
| 10   | Minardi-Ford     | 6      |

| Pos. | Konstrukteur     | Punkte |
| ---- | ---------------- | ------ |
| 11   | Onyx-Ford        | 6      |
| 12   | March-Judd       | 4      |
| 13   | Ligier-Ford      | 3      |
| 14   | Rial-Ford        | 3      |
| 15   | AGS-Ford         | 1      |
| 16   | Lola-Lamborghini | 1      |
| 17   | Osella-Ford      | 0      |
| –    | Coloni-Ford      | 0      |
| –    | Zakspeed-Yamaha  | 0      |